# Tephritidae
Famille
La famille des Tephritidae, les Mouches des fruits, regroupe des espèces de diptères brachycères (leurs antennes courtes ne dépassent pas 10 articles). Ce sont de petites mouches aux ailes marquées de dessins souvent caractéristiques. Près de 5 000 espèces sont décrites et réparties dans près de 500 genres. La description, le classement et les analyses génétiques modifient constamment la taxonomie de cette famille. Elle est proche par sa morphologie de la famille Drosophilidae, mais cette dernière est saprophage tandis que Tephritidae est phytophage. Son nom vient du grec ancien « τεφρος », « tephros », signifiant « gris cendré ». Cette famille se rencontre dans toutes les écozones. L'étude de cette famille, qui comporte de nombreuses espèces invasives et dont les larves se nourrissent de fruits et de fleurs, est d'une importance économique certaine pour la pomologie.

## Galerie

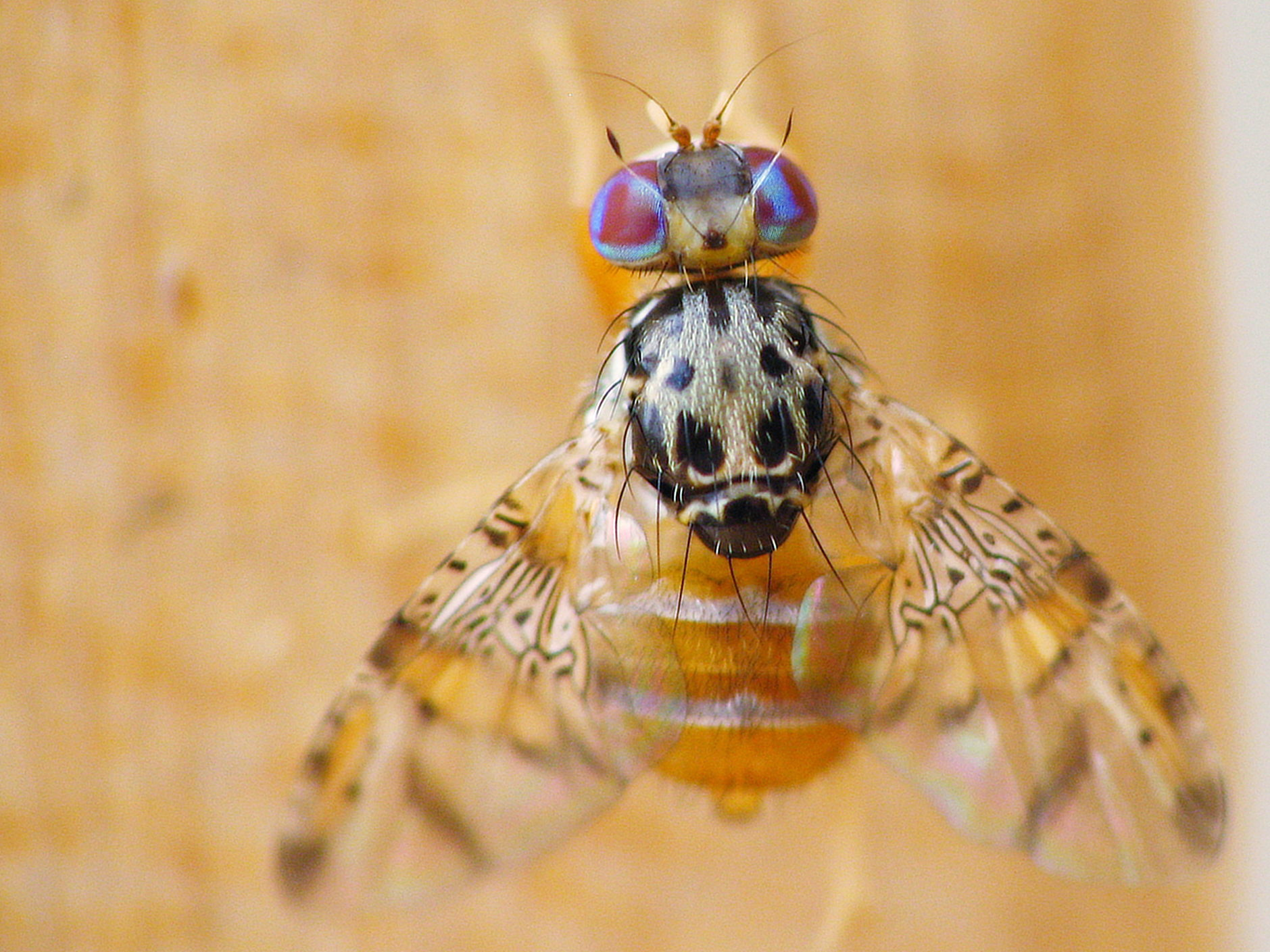
Ceratitis capitata.
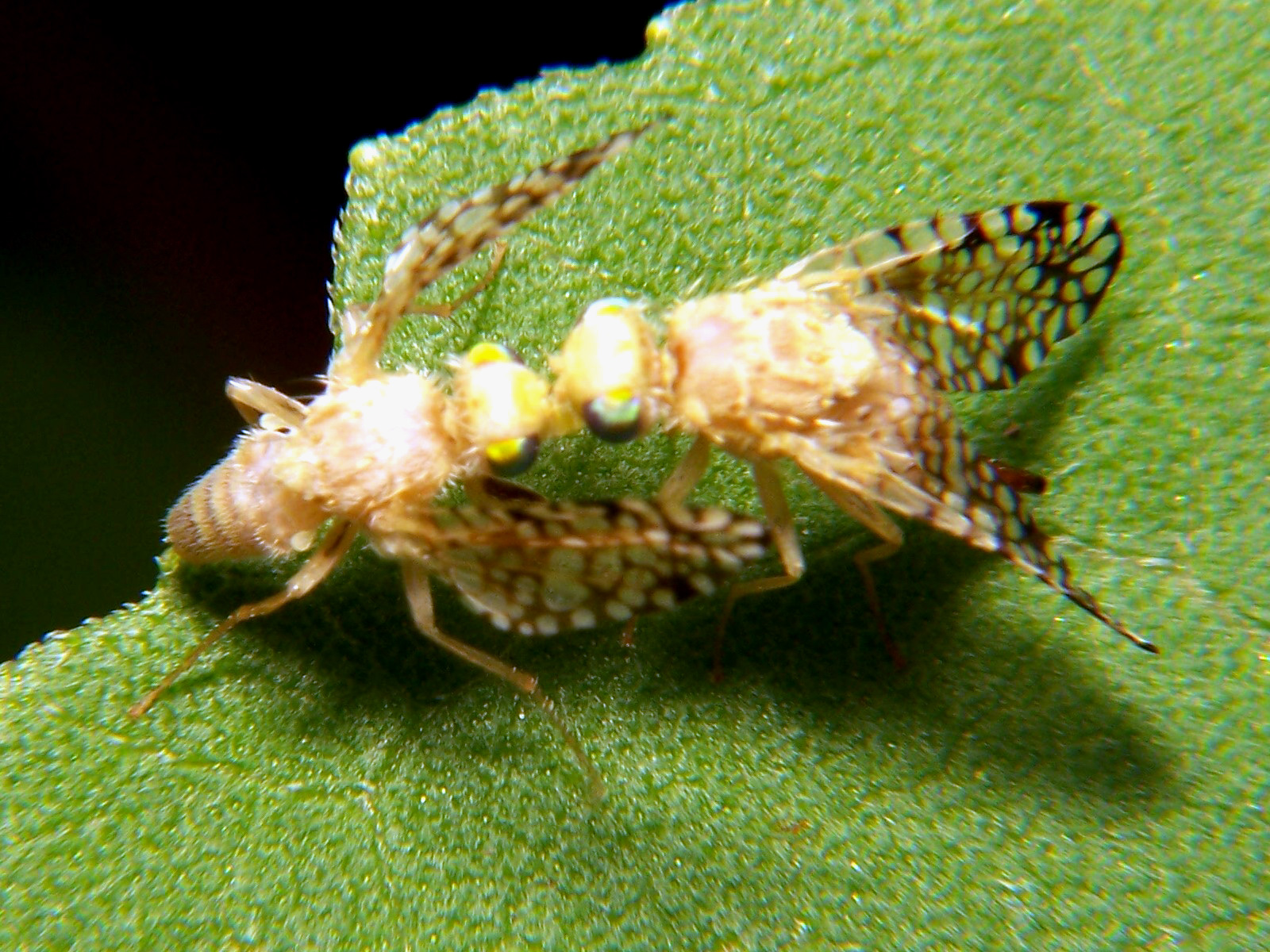
Euaresta aequalis.
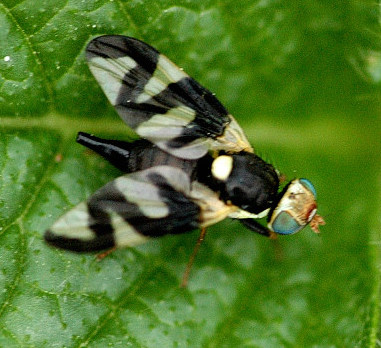
Urophora cardui femelle.
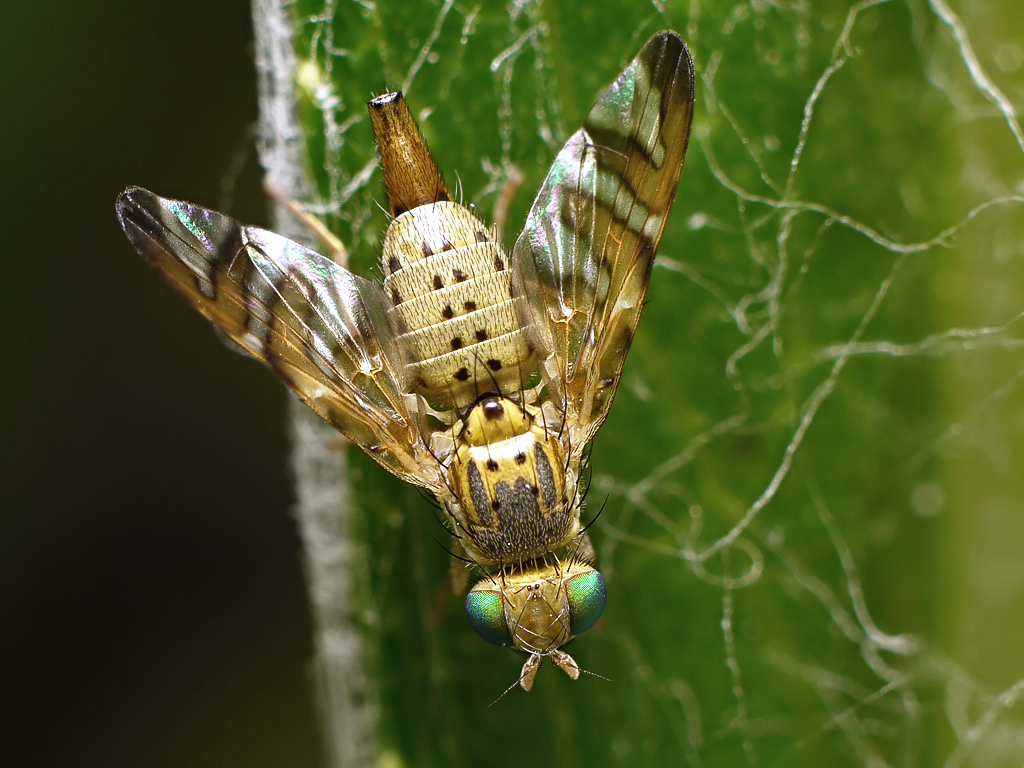
Terellia tussilaginis.
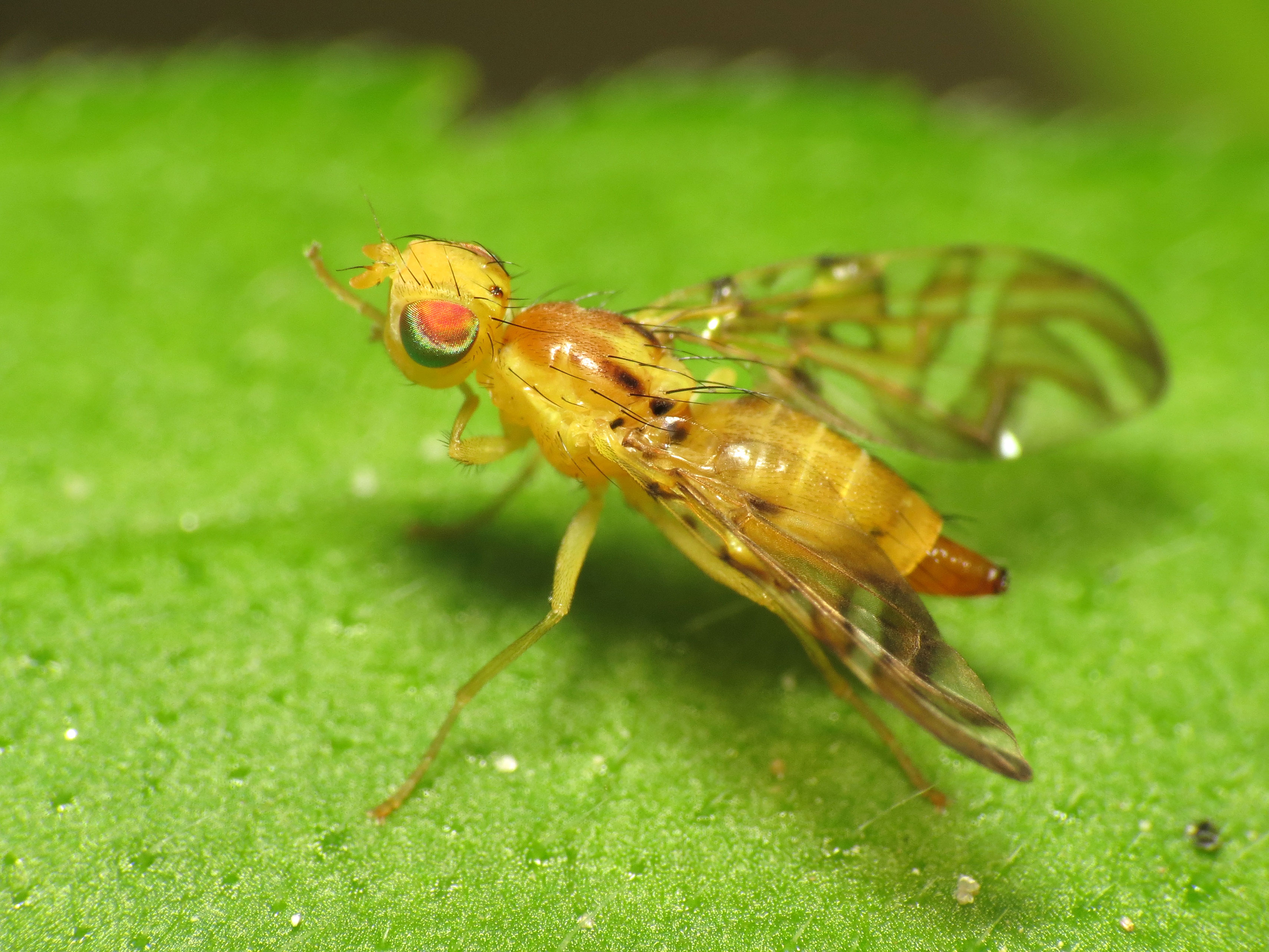
Strauzia longipennis.

## Systématique
Environ 500 genres regroupent plus de 5 000 espèces, mais cette famille subit régulièrement des changements de sa taxonomie.

### Liste des sous-familles
- Blepharoneurinae (5 genres, 34 espèces)
- Dacinae (41 genres, 1066 espèces)
- Phytalmiinae (95 genres, 331 espèces)
- Tachiniscinae (8 genres, 18 espèces)
- Tephritinae (211 genres, 1 859 espèces)
- Trypetinae (118 genres, 1 012 espèces)
- Trois genres, Oxyphora, Pseudorellia et Stylia, comportant 32 espèces, ne sont pas inclus dans ces sous-familles (incertae sedis).